# Watra Drohobycz
Watra Drohobycz (ukr. УСК «Ватра» Дрогобич) – ukraiński klub piłkarski z siedzibą w mieście Drohobycz, na zachodzie kraju, działający w latach 1934–1944.

## Historia
Chronologia nazw:
- 1934: Watra Drohobycz (ukr. «Ватра» Дрогобич)
- 1944: klub rozwiązano

Klub sportowy Watra został założony w Drohobyczu 5 września 1934 roku na zebraniu w siedzibie Towarzystwa „Zoria”. Inicjatorami powstania klubu była część członków TST Pidhirja, która nie zgadzała się z rozpowszechnianiem w społeczeństwie lewicowych pism ideologicznych, obecnością w klubie osób niemających nic wspólnego ze sportem oraz po negatywnej reakcji kierownictwa towarzystwa w sprawie rozwiązania tej kwestii i zdecydowała się wiosną 1934 roku na powstanie innego klubu. Jednym z liderów nowego klubu był dyrygent chóru „Bojan” w Drohobyczu, profesor ukraińskiego gimnazjum im. Iwana Franki – Bohdan Piurko, który za wygrane w loterii pieniądze kupił dla drużyny stroje sportowe. Zarząd klubu składał się głównie z profesorów i uczniów gimnazjum - Stefan Tatarski (zastępca dyrektora i sędzia sportowy), Jakiw Borys (skarbnik), Josyp Postojko, Roman Sasyk (kapitan drużyny). Autorem statutu USK „Watra” został dr Wołodymyr Ilnycki. W latach 1935-1939 dyrektorem klubu był profesor gimnazjum, nauczyciel języka ukraińskiego Wołodymyr Solczanyk. Po jego śmierci nowym szefem klubu został zastępca Solczanyka, M. Waligura. Do towarzystwa należało wówczas ponad 180 osób opłacających składki członkowskie. W 1937 roku zatwierdzono barwy klubu – zieloną i czerwoną, które symbolizowały ogień ogniska i zalesiony teren regionu. W tym czasie „Watra” dzierżawiła boisko od żydowskiego towarzystwa sportowego „Bejtar”.
W mistrzostwach Polski drużyna rywalizowała w zawodach regionalnych niższego szczebla. Od 1937 roku klub był członkiem Lwowskiego Okręgowego Związku Piłki Nożnej i startował w klasie B mistrzostw LOZPN. W strukturach klubu utworzono także drugą drużynę, juniorów i weteranów.
Podczas okupacji niemieckiej w latach 1941-1944 klub uczestniczył w rozgrywkach Mistrzostw Galicji. W 1943 występował w klasie B, a w 1944 po czterech kolejkach prowadził w tabeli klasy A, jednak pobliskie walki na froncie uniemożliwiły dokończenie sezonu. W sierpniu 1944 z przyjściem radzieckich wojsk klub został rozwiązany.

## Sukcesy
- mistrz Galicji: 1944

## Znani piłkarze
- Kłyment Kicyła
- Konstanty Kicyła
- Pawło Grabar